# 馬西莫·布魯諾
馬西莫·布魯諾（法語：Massimo Bruno；1993年9月17日—）是一位比利時足球運動員。在場上的位置是右邊鋒。現效力於比甲球隊查內爾。他曾外借至奧超薩爾斯堡紅牛足球會。他也代表比利時各級國家青年足球隊參賽。